# Fosforan pirydoksalu
Fosforan pirydoksalu – organiczny związek chemiczny, aktywna forma witaminy B6. Pełni funkcję koenzymu lub grupy prostetycznej i jest niezbędny do działania wielu enzymów odpowiedzialnych za metabolizm aminokwasów (aminotransferaz i dekarboksylaz). Podczas transaminacji jest przekształcany w fosforan pirydoksaminy.

## Rola w organizmie człowieka:[6]
- Metabolizm i biosynteza serotoniny. Fosforan pirydoksalu jest kofaktorem dekarboksylazy aromatycznych L-aminokwasów. Pozwala on na przekształcenie 5-hydroksytryptofanu (5-HTP) do serotoniny (5-HT). Reakcja ta przebiega w neuronach serotoninergicznych.
- Metabolizm i biosynteza histaminy. Fosforan pirydoksalu jest kofaktorem dekarboksylazy L-histydyny. Pozwala on na przekształcenie histydyny w histaminę. Reakcja zachodzi w aparacie Golgiego mastocytów (komórki tuczne) i bazofilii (granulocyty zasadochłonne). Następnie histamina przechowywana jest w ziarnistościach wydzielniczych komórek tucznych w postaci kompleksu z resztami kwasowymi proteoglikanu heparyny oraz w granulocytach zasadochłonnych jako kompleks z siarczanem chondroityny.
- Metabolizm i biosynteza GABA (kwas γ-aminomasłowy). Fosforan pirydoksalu jest kofaktorem dekarboksylazy kwasy glutaminowego (GAD). Pozwala na przekształcenie glutaminianu do GABA. Reakcja zachodzi w cytoplazmie zakończeń neuronów GABA-ergicznych. W związku z tym niedobór witaminy B6 może powodować drgawki u dzieci. Fosforan pirydoksalu uczestniczy również w oksydatywnej deaminacji GABA gdzie jest kofaktorem aminotransferazy GABA.
- Metabolizm ornityny. Fosforan pirydoksalu jest kofaktorem dekarboksylazy ornityny.
- Transaminacja. Fosforan pirydoksalu bierze udział w rozkładzie i syntezie aminokwasów.
- Rozszczepianie aldolowe. Fosforan pirydoksalu bierze udział w β i γ-eliminacji, prowadzących do syntezy ketokwasów (np. w reakcji β-eliminacji seryny powstaje pirogronian i uwalnia się amoniak).
- Racemizacja aminokwasów.